# Lỗ Ẩn công
Lỗ Ẩn công (魯隱公, trị vì 722 TCN-712 TCN), tên thật là Cơ Tức Cô (姬息姑), là vị vua thứ 14 của nước Lỗ - chư hầu nhà Chu trong lịch sử Trung Quốc. Thời gian trị vì của ông cũng là gian đoạn lịch sử đầu tiên được viết trong Kinh Xuân Thu của Khổng Tử.

## Thân thế
Cơ Tức Cô là con trai cả của Lỗ Huệ công, mẹ ông là Thanh Tử. Tuy nhiên mẹ ông không được sủng ái, vua cha Huệ công sau này cưới con gái Tống Vũ công là Trọng Tử làm phu nhân, và sinh ra con thứ là Cơ Doãn. Hai mẹ con Doãn được Huệ công yêu, phong làm phu nhân và thế tử. Dưới thời Huệ công tại vị, công tử Tức Cô từng dẫn quân giao chiến với Trịnh quốc ở Hồ Nhưỡng, rồi thua trận và bị bắt làm tù binh. Trịnh bá sai giam ông ở chỗ quan đại phu Doãn thị. Tức Cô bèn hối lộ cho Doãn thị rồi trốn về nước.

## Quan hệ với chư hầu
Năm 723 TCN, Lỗ Huệ công qua đời. Thế tử Cơ Doãn vẫn còn nhỏ nên Tức Cô được người nước Lỗ lập lên tạm thời làm vua chấp chính, tức là Lỗ Ẩn công. Nhà Chu sai sứ thần đến phúng viếng bà Tử thị. Đây là lần đầu tiên thiên tử hạ mình mà giao thiệp với chư hầu. Về việc này, Tả thị truyện nói rằng thiên tử tế sống bà Tử thị, hai năm sau bà mới chết. Công Dương truyện cho rằng Tử thị chính là Trọng Tử, vợ của Huệ công và là mẹ công tử Quỹ (tức Hoàn công sau này), còn Cốc Lương truyện nói bà là vợ của Hiếu công, mẹ của Huệ công. Các sử gia cho rằng ý kiến trong Tả truyện không hợp lý, vì không có lý gì mà vua nhà Chu lại đi tế người còn sống.
Trước khi mất, vua cha Lỗ Huệ công có xung đột với nước Tống, đánh bại quân Tống ở đất Hoàng. Đầu năm 722 TCN, Lỗ Ẩn công lên ngôi đề nghị giảng hòa với nước Tống để chấm dứt chiến tranh. Tống Mục công bèn cùng Lỗ Ẩn công hội thề ở đất Túc. Hai bên lại thông hiếu với nhau.
Đầu năm 721 TCN, Lỗ Ẩn công hội kiến với người Nhung ở đất Tiềm. Người Nhung xin chích máu hội thề, Ẩn công chối từ. Nhưng đến mùa thu năm đó hai bên lại gặp nhau ở đất Đường và tổ chức hội thề. Đầu năm 720 TCN, phu nhân Tử thị mất (Công Dương truyện chép Tử thị là mẹ Ẩn công, Cốc Lương truyện chép là vợ Ẩn công).
Năm 719 TCN, Vệ Châu Dụ mới giết Vệ Hoàn công giành ngôi, để lấy uy thế, bèn đề nghị Tống Thương công cùng đánh Trịnh. Tống Thương công lấy cớ Trịnh Trang công chứa chấp công tử Phùng nên nhất trí với Châu Dụ, cùng mời thêm nước Trần, Lỗ và nước Sái. Lỗ Ẩn công không theo, nhưng công tử Huy lại ủng hộ Tống Thương công, bèn tự mình mang quân đi hội. Quân 5 nước vây đất Đông Môn nước Trịnh một thời gian rồi gặt lúa lấy mang về nước.
Lỗ Ẩn công khi mới lên ngôi đã ăn thề giảng hòa với nước Châu láng giềng, nhưng tới năm 715 TCN, ông lại mang quân đánh nước Châu, không phân thắng bại.
Theo Sử ký, cũng trong năm 715 TCN, Lỗ Ẩn công và Trịnh Trang công không xin ý Chu thiên tử mà tự ý trao đổi hứa điền.
Năm 713 TCN, Lỗ Ẩn công hội thề với Trịnh Trang công và Tề Ly công tại đất Trung Khưu, cùng liên minh với nhau. Sau đó Trịnh Trang công cùng Tề Ly công kêu gọi nước Lỗ cùng đi đánh Tống. Lỗ Ẩn công không theo nhưng công tử Huy chuyên quyền, mang quân hội binh đánh Tống. Mùa hạ năm đó, quân Lỗ đánh bại quân Tống ở đất Quan, sau đó quân Trịnh lần lượt đánh chiếm đất Cáo và đất Phòng của Tống, đều cho nước Lỗ.
Năm 712 TCN, Đằng hầu và Tiết hầu cùng đến triều yết Lỗ Ẩn công, mà hai người đều tranh nhau ngồi ghế đầu. Tiết hầu lấy cớ tổ tiên mình được thụ phong trước, còn Đằng hầu dẫn việc mình kiêm chức quan Bố chính của Chu vương thất. Ẩn công sai Công tử Huy đến thuyết phục Tiết hầu hãy nhường cho Đằng hầu, vì ông ta là người cùng họ với Chu thiên tử, Tiết hầu chịu nghe theo. Tháng 6 năm đó, Ẩn công hội với Trịnh Trang công ở đất Lai để bàn việc đánh Hứa quốc.
Tháng 7 năm 712 TCN, Lỗ Ẩn công mang quân hội với Trịnh Trang công và Tề Ly công đánh nước Hứa, chiếm được nước Hứa.

## Bị hại
Trong những năm ở ngôi, Lỗ Ẩn công hội chư hầu 12 lần, khi về không làm lễ, vì bản ý không muốn nhận lấy lễ vua, tỏ ý ngày sau nhường lại cho công tử Quỹ. Cuối năm 712 TCN, Công tử Huy (tức Vũ Phủ) muốn được chức Thái tể của Lỗ quốc, nên tìm cách lấy lòng Ẩn công, hiến kế cho ông giết công tử Doãn để giữ chắc quân vị. Ẩn công không chịu, nói rằng
Chỉ vì trước đây ông ta nhỏ tuổi nên tôi mới lên thay nhiếp chính. Bây giờ ông ta lớn tuổi rồi, tôi cần phải trả lại ngôi vua cho ông ta. Tôi còn dự kiến xây dựng cung thất tại Thọ Câu rồi dưỡng lão ở đó luôn.
Vũ Phủ lo sợ bị giết, bèn chạy sang theo Công tử Doãn, gièm pha với Doãn và đề nghị hãy giết Ẩn công. Công tử Doãn đồng tình.
Tháng 11 năm 712 TCN, Lỗ Ẩn công đi tế lễ tại Chung Vu, trai giới ở Xà Phố ở quán nhà họ Vi. Vũ Phủ sai thích khách giết chết ông và lập Cơ Doãn lên ngôi, tức là Lỗ Hoàn công. Hoàn công lên ngôi sai quân đi đánh họ Vi, giết chết hơn nghìn người.
Lỗ Ẩn công làm vua được 11 năm.